# 古埃及文字的破译

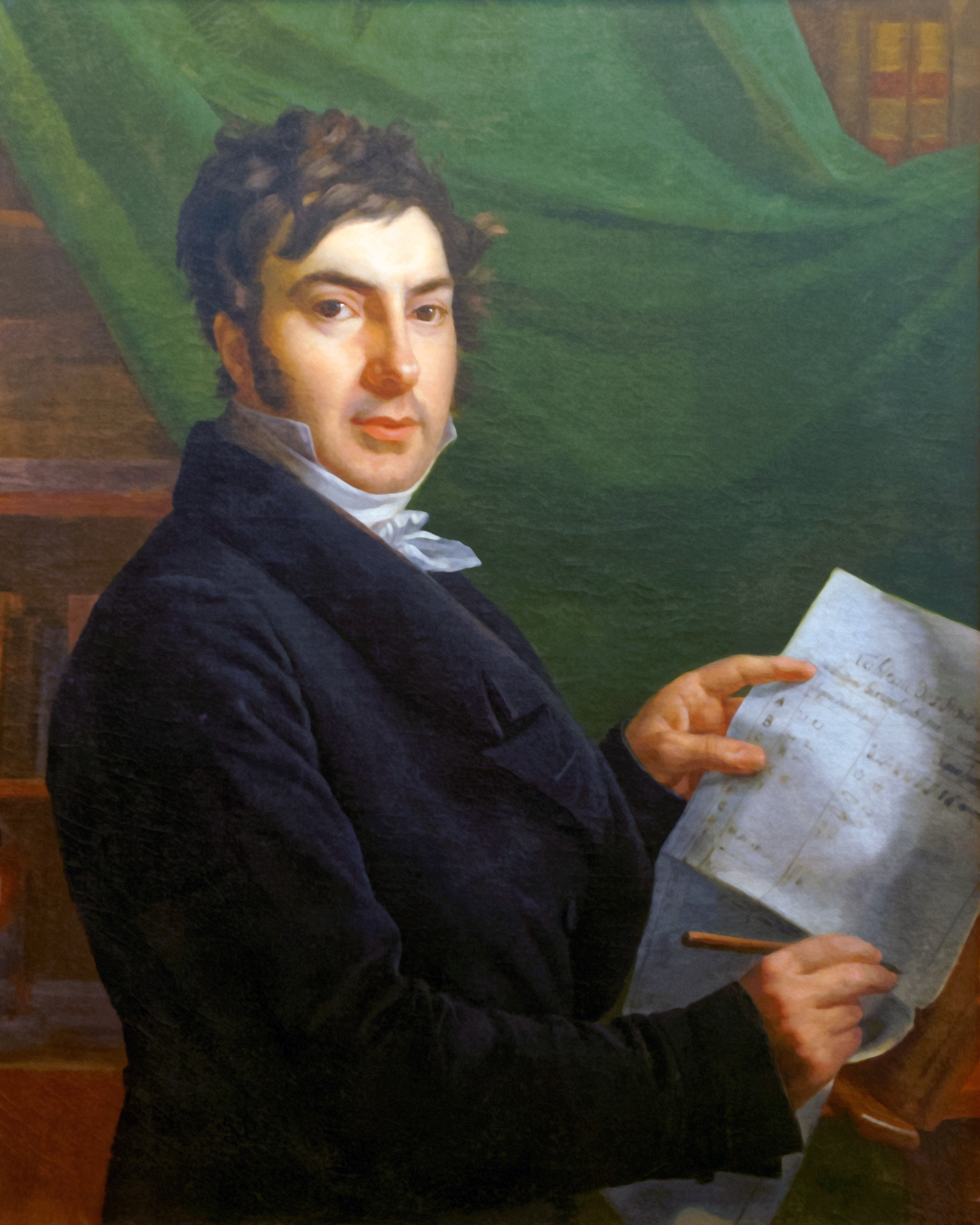
让·弗朗索瓦·商博良，1823年

古埃及文字是在十九世纪早期由让-弗朗索瓦·商博良和托马斯·杨等欧洲学者所破译的。古埃及的书写形式，包括圣书体、僧侶體和世俗體文字，随着科普特字母使用得越来越广泛，从公元四五世纪起就不再为人理解。后人对早期文字的认识是在希腊和罗马作家的作品上发展而来的，而他们的理解却是错误的。人们普遍认为，古埃及象形文字完全是表意文字，不是用来记录口头语言的。到了中世纪和近代早期，伊斯兰和欧洲学者曾试图破译古埃及文字，他们认为古埃及文字中可能有语音成分。18世纪末之前，把古埃及象形文字视为表意文字的观点，一直阻碍着人们对古埃及文字的理解。
1799年埃及-叙利亚战役期间，拿破仑·波拿巴军队中有人发现了罗塞塔石碑，上面有古埃及文字圣书体、世俗体和古希腊文的平行文本。因此，石碑上的古埃及文字可以通过希腊语翻译来解读，特别是结合埃及语演变的最后阶段科普特语的证据。安托万-伊萨克·西尔韦斯特·德萨西和约翰·戴维·奥克布拉德开始对石碑进行解读，但这种方法着实困难，解读工作停滞下来。杨氏在两人的基础上观察到世俗体文字来源于圣书体象形文字，并辨识出了世俗体文字中的几个表音符号。他还确定了许多象形文字的含义，包括象形繭中埃及国王托勒密五世名字的表音字形。然而，他确信表音的象形文字只用于书写非埃及文字。19世纪20年代早期，商博良将托勒密的象形繭与其他象形繭进行对比后，发现象形文字兼有表音和表意。这一说法起初遭受怀疑，有人指责他窃取了杨氏的成果，但他的观点逐渐为学界所认可。商博良接着粗略辨识了多数表音象形文字的含义，并构建出古埃及语的大部分语法和词汇。同时，杨氏利用罗塞塔石碑，结合古希腊文和世俗体平行文本，基本破译了世俗体。
1829年杨氏去世，1831年商博良去世，对古埃及文字的破译工作便陷入停滞。1837年，累普济乌斯指出，许多象形文字代表了两三个发音的组合，而不是仅仅一个，纠正了商博良研究成果中最根本的错误之一。埃马纽埃尔·德鲁热等学者对埃及语的理解已经足够完善，到了19世纪50年代，完全翻译古埃及文字便成为可能。

## 古埃及文字及其失传

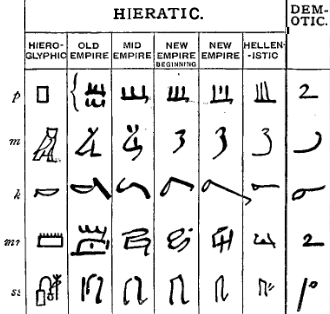
图示圣书体（左）经由僧侣体的几个阶段演变为世俗体（右）的过程

古埃及大部分历史中有着两种主要的书写体系。一种叫圣书体，是主要用于正式文本的象形文字系统，起源于约公元前3200年。 另一种叫僧侶體，是从圣书体衍生出的手写体，主要用于在莎草纸上书写，起源时间也很早。公元前7世纪，从僧侣体衍生出了一种新的体系叫世俗體，与圣书体相差甚远，二者字符间的关系很难辨认。世俗体成为书写埃及语最常见的系统，圣书体和僧侣体此后大多局限于宗教用途。公元前4世纪，埃及由希腊托勒密王朝统治，埃及和罗马帝国同时使用古希臘語和世俗体。圣书体越来越不为人所知，主要被埃及牧师使用。
这三种文字系统都既有表音符号又有表意符号。表音符号包括单字母、双字母和三字母符号，分别代表一种、两种或三种发音；表意符号包括表示整个单词（语素）的符号和用表音符号表示单词含义的限定词。
许多希腊和罗马作家都写过关于这些文字的作品，而且很多人都知道古埃及语有两三个书写系统，但现存作品中没有一份完全理解了古埃及语的书写体系。公元前一世纪西西里的狄奧多羅斯明确地将圣书体描述为一种表意文字，而大多数古典作家都认同这一假设。公元一世纪的普鲁塔克提到了25个埃及字母，这表明他可能知道圣书体或世俗体语音方面的知识，但他的意思并不清楚。约公元200年左右的克莱曼特曾暗示有些符号是表音的，但他关注的重点在符号的隐喻意义上。公元三世纪的普罗提诺声称，象形文字并不代表一个个单词，而是一种受到神的启发，对其所描述对象的本质的基本洞察。公元四世纪的阿米阿努斯·馬爾切利努斯在方尖碑上抄录了另一位作家对圣书体的翻译，但翻译内容不甚严谨，不足以帮助理解书写系统的原理。唯一一个流传到现代的关于圣书体的论述是《Hieroglyphica》，这是一部可能写于公元四世纪的著作，作者名叫赫拉波罗。书中论述了个别圣书体象形文字的含义，但没有说明这些文字是如何形成短语或句子的。书中所描述的某些文字的含义是正确的，但错误居多。例如，赫拉波罗说鹅的形象意为“儿子”，因为据说鹅比其他动物更爱自己的孩子，然而实际上这只是因为埃及语中“鹅”和“儿子”有相同的辅音。
圣书体和世俗体在公元三世纪开始消失。以神庙为基础的祭司制度逐渐消亡，埃及逐渐皈依基督教，并且由于埃及基督徒使用希腊语衍生出的科普特字母，世俗体逐渐被取代。最后的圣书体文字于公元394年在菲萊的伊西斯神庙写下，最后的世俗体文字亦于公元452年刻在该处。公元前一千年以前的大部分历史都是用埃及文字或楔形文字（美索不达米亚的书写系统）记录的。由于缺少对这两种文字的了解，人们只能通过有限而不甚正确的来源了解这段时期的历史。
科普特语是埃及语的最后一种形式，在公元642年阿拉伯人征服埃及之后，大多数埃及人仍然使用科普特语，但逐渐被阿拉伯语取代。科普特语在十二世纪开始消亡，此后主要作为科普特教会的礼拜语言而存在。

## 早期努力

### 中世纪伊斯兰世界

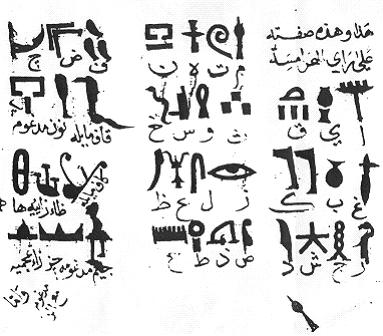
Ibn Wahshiyya对象形文字翻译的尝试

阿拉伯学者知道科普特语和古埃及语之间有着联系。7至14世纪有几位阿拉伯学者，如贾比尔·伊本·哈扬和Ayub ibn Maslama，据称已经理解了象形文字，但由于他们在该领域的著作失传，所以无法得到验证。9、10世纪的Dhul-Nun al-Misri和Ibn Wahshiyya曾撰写了论文，记载伊斯兰世界已知的数十种文字，包括象形文字，并用表格列出了它们的含义。13或14世纪，阿布·卡西姆·伊拉基抄录了一段古埃及文字，并给出了几个象形文字的音值。埃及学家奥卡沙·达利认为，Ibn Wahshiyya和阿布·卡西姆作品中的象形文字表格正确识别了许多符号的含义。其他学者对Ibn Wahshiyya声称理解他所研究的文字表示怀疑，中世纪伊斯兰世界学者Tara Stephan说，達利“过分抬高Ibn Waḥshiyya的准确性”。但Ibn Wahshiyya和阿布·卡西姆确实认识到，象形文字既可以表音，也可以表意，这一观点在欧洲直到几个世纪后才会得到承认。

### 15至17世纪

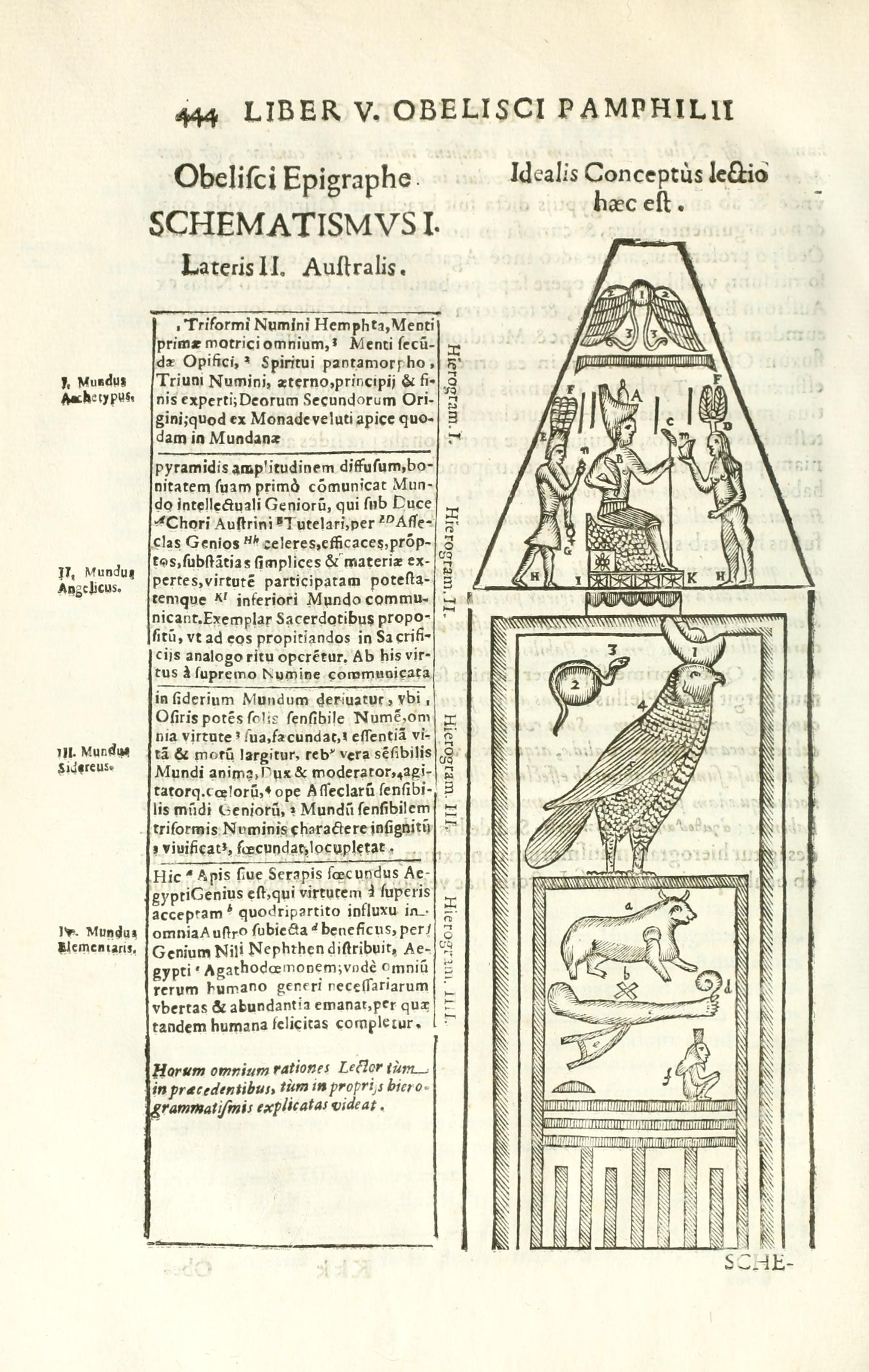
1650年阿塔納奇歐斯·基爾學《 Opaliscus Pamphilius》一页，对罗马方尖碑上的人物和象形文字进行了异想天开的翻译

在文艺复兴时期，欧洲人开始对象形文字产生兴趣。大约在1422年左右，克里斯托福羅·布隆戴蒙提在希腊发现了赫拉波羅的《Hieroglyphica》，引起了尼科利和波焦·布拉喬利尼等古文物研究者的注意。波焦认识到罗马时代进口到欧洲的方尖碑和其他埃及文物上有象形文字，但他们并没有试图破译这些文字。受赫拉波羅和普羅提諾的影响，他们认为象形文字是一种通用的、基于图像的交流形式，而不是一种记录口头语言的手段。
欧洲人也对科普特语一无所知。学者有时会获得科普特语的手稿，但在16世纪，当他们开始认真研究该语言时，具备阅读能力的人可能也仅限于科普特修士，而当时的欧洲人没有机会向他们学习，因为他们没有出过埃及。学者们也不确定科普特语是否起源于古埃及语。许多人认为科普特语与古代近东的其他语言有关。
第一个理解科普特语的欧洲人是17世纪中叶的耶稣会博学家阿塔納奇歐斯·基爾學。基爾學的工作以一位意大利旅行者彼得罗·德拉瓦莱在埃及购得的阿拉伯语语法和词典为基础，在16世纪30年代和40年代提出了雖有缺陷但仍具开创性的科普特语翻译和语法研究。他猜测科普特语起源于古埃及语。他之所以研究这些是要为最终破譯象形文字做准备。
基爾學認為埃及人信奉一種先於基督教的古老神學傳統，並希望通過象形文字來理解這一傳統。和文艺复兴时期的前辈一样，他相信象形文字代表的是一种抽象的交流形式，而不是一种语言。以一种自洽的方式翻译这样的交流形式是不可能的。因此，在他关于象形文字的作品中，例如《俄狄浦斯埃及學》（1652-1655），基爾學基于对古埃及宗教信仰的理解，開始對他读过的科普特文本和他认为的埃及传统古文本進行猜想。他把只有几个象形文字的短文的译成了思想深奥的长句。与早期的欧洲学者不同，基爾學确实意识到象形文字可以在表音方面有一定功能， 尽管他认为这一功能是后来才发展起来的。他还认识到象形文字𓈗代表水，因此在语音上代表科普特单词“水”mu，以及m音。他成为第一个正确辨識象形文字音值的欧洲人。 
尽管基爾學的基本假设被他同时代的人所接受，但他的翻译还是被大多数学者拒绝甚至嘲笑。尽管如此，他关于科普特語起源于古埃及语的论点仍被广泛接受。

### 18世纪

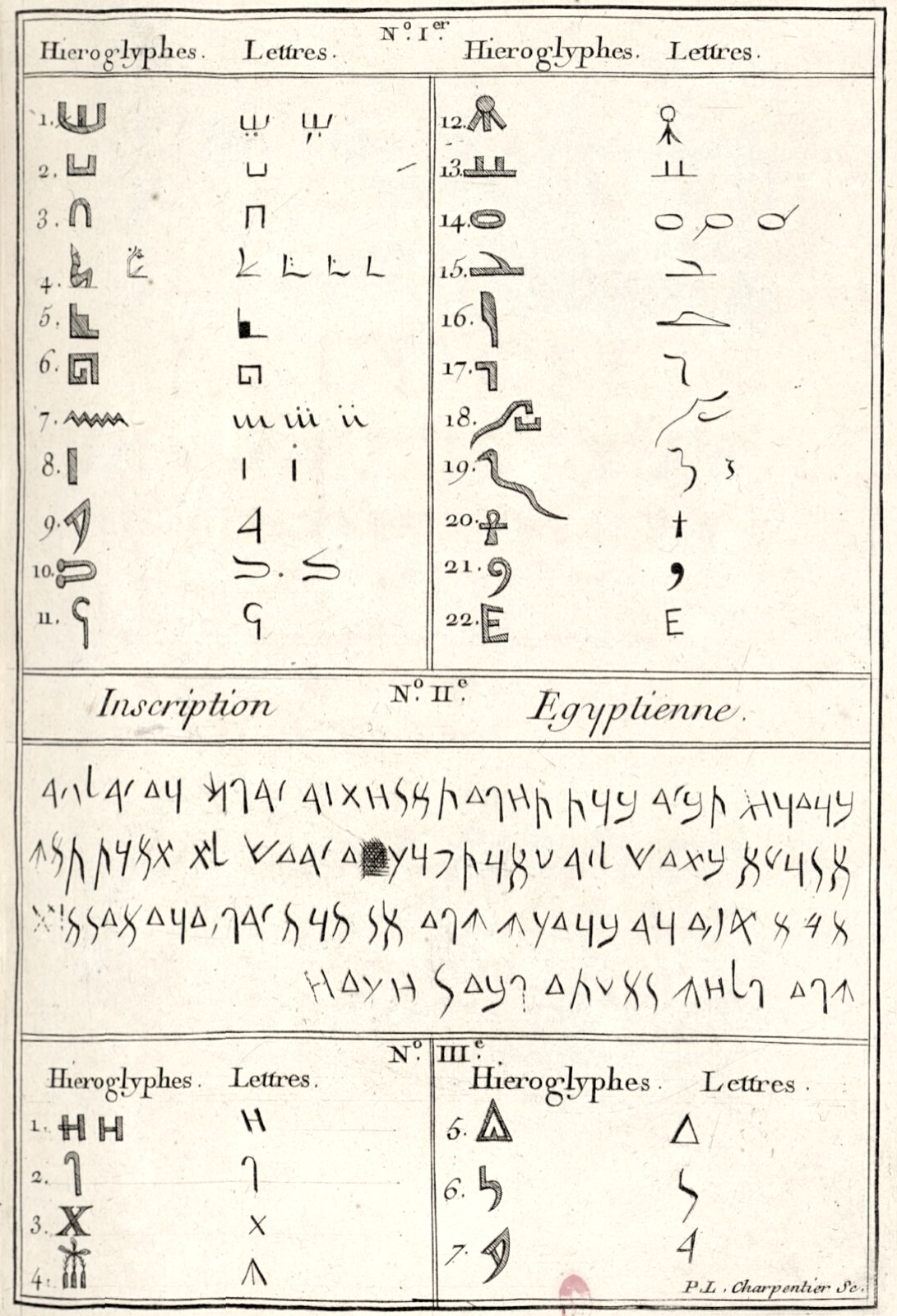
1752年Anne Claude de Caylus《Recueil d'antiquités égyptiennes》一頁，将聖書體与其他埃及文字中的类似符号进行比较

在基爾學关于象形文字的最后一部著作出版之后的几十年里，几乎没有人试图破译象形文字。但這期間有些人对文字提出的觀點最终被证明是正确的。威廉·沃伯顿出版于1738年至1741年的宗教著作《The Divine Legation of Moses》中有一段关于象形文字和文字演变的题外话，認爲象形文字并不是出於宗教秘密的保密而发明的，而是像其他书写系统一样，它的诞生是有实际目的的，克萊曼特提到的表音的埃及文字就是从中衍生出来的。沃伯顿的看法虽然僅僅是理论上的，但为理解象形文字创造了一个框架，在18世纪余下的时间里占据主导地位。
在18世纪，欧洲人与埃及的接触增加了。更多欧洲人到訪了埃及，并亲眼看到了古老的文字，随着他们收集古物，可供研究的文字数量也增加了。1704年，让-皮埃尔·里戈尔成为第一个识别出非象形古埃及文字的欧洲人，而Bernard de Montfaucon则在1724年出版了收錄大量此类文字的書籍。1752年到1767年，Anne Claude de Caylus在Jean-Jacques Barthélemy的协助下，收集并出版了大量埃及碑文。他们的研究指出，非象形文字的埃及文字似乎包含了来自象形文字的符号。Barthélemy还指出，许多象形文字中都用橢圓符号圈了起来。這些橢圓符号后来被称为“象形繭”。他在1762年提出，象形繭中寫的是国王或诸神的名字。Carsten Niebuhr于60年代访问了埃及，提出了第一份系统但不完整的象形文字符号列表。他还指出了象形文字及附带的插图之间的区别，早期的学者混淆了两者。德金是当时推测中国与古埃及有某种历史联系的学者之一，他认为中国文字是古埃及象形文字的分支。1785年，他重提了Barthélemy关于象形繭的觀點，對比中國将专有名詞与其他文字区分开来的做法。
格奥尔·索伊加是18世纪后期科普特語知识最渊博的学者，他在古埃及知识汇编書籍《De origine et usu obeliscorum》（1797年）中对象形文字提出了几点见解。他对象形文字符号进行了分类，并得出结论，如果每个符号代表一个单词的話，符号的數量就太少，因此如果要構建完整的词汇表，每個符号必须有多种含义，或通过相互组合来改变含义。他看到符号的朝向會標示文本的阅读方向，因此认为有些符号是表音符号。索伊加并未试图破译这段文字，他认为欧洲当时掌握的資料太少。

## 辨认符号

### 罗塞塔石碑

羅塞塔石碑可能的全貌

1798年，拿破仑·波拿巴统治下的法国军队入侵埃及，拿破侖带了一批科学家和学者来研究這塊土地和古代遗迹。1799年7月，法国士兵正在羅塞塔附近重建一座马穆鲁克要塞，這時皮埃尔-弗朗索瓦·布沙尔中尉注意到，这座要塞被拆毁的墙壁上有一块石头上面覆盖着文字。这是一塊古埃及石碑，分为三块，右下角和上半部被折断。石头上刻有三種文字：顶部刻著象形文字，底部刻著希腊文，中间刻著不明文字。这是托勒密五世在公元前197年颁布的一项法令，授予埃及祭司特权。文字结尾要求将法令的副本“被神圣地用本地语和希腊语雕刻”，并立於神庙中。在阅读了希腊铭文后，法国人意识到这块石头上寫的是平行文本，可以根据希腊文翻译来解讀埃及文。学者们急切地寻找石碑的其他碎片，以及希腊文和埃及文的其他文本。然而，石碑的碎片再也沒能找到，学者们发现的其他双语文本也基本上都难以辨认，无法用来破译。学者们对石碑本身進行研究，取得了一些进展。让-约瑟夫·马塞尔说，中间的文字是“古埃及语言的草书字符”，与他在纸莎草卷轴上看到的其他字符相同。他和路易·雷米·赖热开始将这种文字与希腊文字进行比较，认为大部分象形文字都缺失了，中间的文字可能比象形文字更能看到成果。他们根据希腊文中專有名詞的位置猜测中间文字中專有名詞的位置，并根據托勒密的名字Ptolemaíos确定了p和t ，但未能取得进一步的进展。
石碑铭文的第一批副本于1800年送往法国。1801年，法国在埃及的部队被奥斯曼帝国和英军围困，后在亚历山大港投降。按照條約，罗塞塔石碑轉交給英国。石碑运到英国，伦敦古董协会將文字拓印后送到欧洲各地的学术机构。
拿破仑远征的报道激起了欧洲对古埃及的狂热。埃及在法国和英国撤军后陷入混乱，穆罕默德·阿里帕夏1805年控制埃及后，欧洲收藏家紛至沓來，带走了许多古物。没有人知道这些文物的历史背景，但它们在学者破譯古埃及文字时可以提供文本语料库。

### 德萨西、奥克布拉德和楊氏
著名法国语言学家安托万-伊萨克·西尔韦斯特·德萨西曾于1787年破译了波斯巴列维文。他是最早研究这块石碑的人之一。像马塞尔和赖热一样，他专注于将希腊文与中间的世俗体文字联系起来。基于普魯塔克的观点，他认为世俗体包含25个表音符号。德萨西在世俗体文字中寻找希腊语专有名词，并尝试识别其中的表音符号，但除了辨认托勒密、亚历山大和阿爾西諾伊的名字外进展甚微。他意识到，世俗体中的字符远远超过25种，世俗体碑文可能与希腊文碑文的内容并不相近，因此这项工作更加困难。1802年发表研究结果后，他便停止了对这块石碑的研究。
同年，德萨西把碑文的副本送给他原来的学生，瑞典外交官，同时也是一位业余语言学家的约翰·戴维·奥克布拉德。奥克布拉德取得了更多的研究成果，他分析了与德萨西一样的字符组，但正确识别出更多的字符。在他给德萨西的信中，他提出了由29个世俗体字符组成的字母表，其中一半后来被证明是正确的，并根据他对科普特语的了解，在文本中识别出了几个世俗体单词。德萨西对他的结论表示怀疑，奥克布拉德自己后来也放弃了。也有其他学者进行了尝试，但一直进展甚微。直到十多年后，托马斯·杨开始研究，才改变了现状。

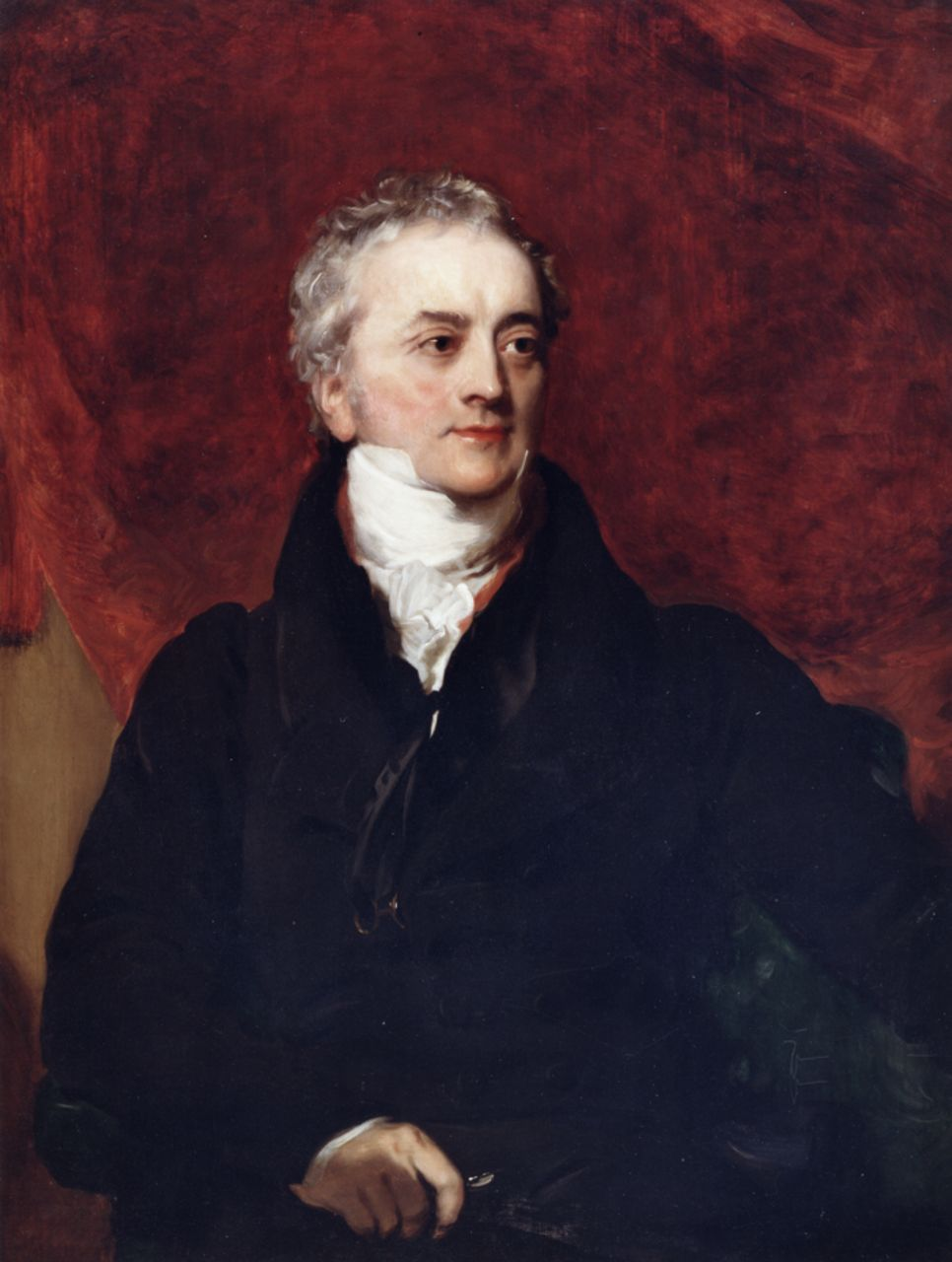
托马斯·杨，1822年

托马斯·杨是英国博学家，专业领域涵盖物理、医学和语言学。在当他把注意力转向埃及之前，他便被认为是当时最重要的知识分子之一。1814年，他开始与德萨西就罗塞塔石碑通信，几个月后，他给出了他所说的圣书体和世俗体的译文。实际上，杨氏只是把文本分成几组，找到各组埃及文最有可能对应的希腊文而已。这一方法的用途有限，因为这三种文本不是彼此的确切翻译。杨氏花了几个月的时间来抄写其他埃及文字，这使他得以看到其他人忽略的东西。他和索伊加一样，认识到如果代表单词的話數量就太少。他认为每个单词由两三个象形文字组成。
杨氏注意到圣书体和世俗体之间的相似之处，并得出结论，圣书体象形文字已经演变成世俗体。杨氏认为，如果是这样的话，那么世俗体不可能是纯粹的表音文字，必须有源自圣书体的表意文字。他在1815年把这一见解写信告诉德萨西。虽然他希望能在圣书体中找到表音字符，但文字中使用的语音拼写种类实在太多。他得出结论，不存在表音圣书体文字——但有一个例外。德萨西在他1802年的著作中曾说过，圣书体在书写外来词时可能起表音作用。1811年，他在了解了中文中类似的写法后提出，象形繭中托勒密等非埃及统治者的名字应该是音译的。 杨氏将这一想法应用到罗塞塔石碑上。碑文象形繭中的文本有的很短，由八个字符组成，而有的则在这八个字符后面还有更多字符。杨氏猜想，长的文本应该有托勒密头衔“永生的普塔[神]的爱子”的埃及语。因此，他把注意力集中在前八个符号上，这些符号应该对应于托勒密的希腊语名字Ptolemaíos。杨氏采纳了奥克布拉德提出的一些音值，将这8个圣书体符号与其对应的世俗体相匹配，并提出有的符号代表好几种音值，而其他符号则只代表一种音值。然后，他把结果应用到托勒密女王貝勒尼基的名字的象形繭上，发现了一对表示女性人名结尾的圣书体文字，但但收效甚微。他得到了13个圣书体和世俗体符号的音值，其中六个正确，三个部分正确，四个错误。
| p · t | wA | l · M | i | i | s |

| p · t | wA | l · M | i | i | s |

| p · t | wA | l · M | i | i | s |

| p · t | wA | l · M | i | i | s |

| p · t | wA | l · M | i | i | s |

| p · t | wA | l · M | i | i | s |

| p · t | wA | l · M | i | i | s |

| p · t | wA | l · M | i | i | s |

| p |

| p |

| t |

| t |

| wA |

| wA |

| l |

| l |

| M |

| M |

| i | i |

| i | i |

| s |

| s |

杨氏在他的文章《埃及》中总结了他的工作，这篇文章匿名发表在1819年的《大英百科全书》的一份增刊中。它对218个世俗体和200个圣书体单词进行了猜想性的翻译，并将约80个圣书体符号与等价的世俗体正确地对应了起来。然而，杨氏对古埃及文本不如其书写系统感兴趣，而又专注于多个学科，因此他难以集中精力去破译。在接下来的几年里，他在这个问题上取得的成就不大。

### 商博良的突破
让-弗朗索瓦·商博良青年时期约在1803年至1805年间对埃及产生了浓厚的兴趣，他在德萨西等人的指导下学习了科普特语等近东语言。他的哥哥雅克·约瑟夫·商博良-菲雅克是法蘭西銘文與美文學術院院长邦-约瑟夫·达西耶的助手，能够帮助商博良跟上学界对埃及的最新研究成果。在杨氏从事象形文字研究时，商博良已经出版了一本关于古埃及的既定知识的概要，并编写了一部科普特语词典。尽管他就尚未破译的古埃及文字写了很多书，但却没有取得任何进展。然而，在19世纪20年代初，他便迅速取得不少成绩。由于缺少相关证据和当时各种叙述中的矛盾，个中细节无法得知。
商博良最初只看到了杨氏圣书体和世俗体词汇的摘录，对杨氏的结论不屑一顾。1821年中，商博良从格勒诺布尔移居巴黎，这时他可以获得一份完整副本，但不知道他是否这样做了。大约同时，他把注意力转向了对象形繭中语音的辨识。
此时出现一个重要的线索：菲莱方尖碑上刻有希腊文和埃及文。英国文物收藏家威廉·约翰·班克斯将方尖碑从埃及运到英国，并将铭文抄写下来。这些铭文并不是像班克斯所想的那样和罗塞塔石碑类似的双语文本。两份铭文都有“托勒密”和“克麗奧佩脫拉”的名字，用象形繭包围着。托勒密是根据罗塞塔石碑辨认出来的；但是班克斯只能根据希腊文本猜测第二个人名代表克麗奧佩脫拉。商博良于1822年1月看到后，把象形繭内人名视为克麗奧佩脫拉，但未说明他是如何辨识出来的的。班克斯认为商博良利用了他的结论但未给他署名，拒绝给他进一步的帮助。
商博良将托勒密Ptolemaíos的象形文字进行分解，但方法与杨氏有所不同。商博良猜想的表音符号p、l和o都与之吻合。但字母e在克麗奧佩脫拉Kleopátra的象形繭中由一个符号表示，托勒密的则把这个符号写了两遍。字母t的写法则完全不同，但商博良认为这两个符号是同音字。他通过在其他人名测试这些结果，确定了埃及的许多希腊和罗马统治者的名字，并推断出更多字母的音值。
| p · t | wA | l · M | i | i | s |

| p · t | wA | l · M | i | i | s |

| p · t | wA | l · M | i | i | s |

| p · t | wA | l · M | i | i | s |

| p · t | wA | l · M | i | i | s |

| p · t | wA | l · M | i | i | s |

| p · t | wA | l · M | i | i | s |

| p · t | wA | l · M | i | i | s |

| p |

| p |

| t |

| t |

| wA |

| wA |

| l |

| l |

| M |

| M |

| i | i |

| i | i |

| s |

| s |

| q · l | i | wA | p | A | d · r | A | t · H8 |

| q · l | i | wA | p | A | d · r | A | t · H8 |

| q · l | i | wA | p | A | d · r | A | t · H8 |

| q · l | i | wA | p | A | d · r | A | t · H8 |

| q · l | i | wA | p | A | d · r | A | t · H8 |

| q · l | i | wA | p | A | d · r | A | t · H8 |

| q · l | i | wA | p | A | d · r | A | t · H8 |

| q · l | i | wA | p | A | d · r | A | t · H8 |

| q |

| q |

| l |

| l |

| i |

| i |

| wA |

| wA |

| p |

| p |

| A |

| A |

| d |

| d |

| r |

| r |

| t · H8 |

| t · H8 |

7月，商博良驳斥了让-巴蒂斯特·毕奥对埃及寺庙浮雕丹達臘黃道帶周围文字的分析。他指出，文本中星形文字似乎表明附近的单词是指与星星有关的事物，例如星座。他称这种符号是“表示类型的符号”，后来他又称为“限定符号”。
根据商博良的侄子艾梅·商博良-菲雅克所述，商博良在1822年9月14日查看了让-尼古拉·于约绘制的埃及铭文后，又有了一个新发现。阿布辛貝的一个象形繭有四个圣书体符号。商博良猜想或借鉴了杨氏《大英百科全书》文章中相同的猜测，即圆形词首符号代表太阳。科普特语中的“太阳”是re 。象形繭结尾处出现两次同样的符号，在托勒密的象形繭中代表s。如果象形繭中的名字以Re开头，以ss结尾，那么它就可能是拉美西斯，即曼涅托作品中记载的几个国王的名字，于是中间的符号代表m。罗塞塔石碑碑文进一步证实了这一点，m和s符号一起出现在与“出生”一词的希腊语文本相对应的位置，而科普特语中“出生”一词是mise。另一个象形繭有三个符号，其中两个与拉美西斯中的相同。第一个符号是朱鷺，是托特神的标志。如果后两个符号代表的字母与拉美西斯的相同，那么这个象形繭的人名就是Thothmes，与曼涅托提到的王名图特摩斯相对应。此人是埃及本地国王，早在希腊统治埃及之前就已存在，但名字的书写却是表音的。现在，商博良转向托勒密的头衔，也就是罗塞塔石碑上发现的较长的象形繭。商博良知道哪些科普特语单词可以用来翻译对应的希腊文，并且知道哪些象形文字符号表示p和t等读音。于是他得以猜出其他几个符号表示的读音。根据他侄子的记述，商博良做出这些发现后便奔向他兄弟在文学院的办公室，扔下一批抄写的碑文，大喊“ Je tiens mon affaire!”（我做完了），之后便昏倒数日。
商博良在1822年9月22日完成的《Lettre à M. Dacier》中宣布了他对希罗象形繭的译读。他于9月27日将这封信在文学院向杨氏等人宣读。这封信通常被视为埃及学的奠基文献，但它只体现了杨氏研究结果的一个小小的进步。信中提到在埃及遥远的过去可能使用过表音符号，但没有提及商博良关于拉美西斯和图特摩斯象形繭的发现。商博良可能对过早宣布结果保持警惕。

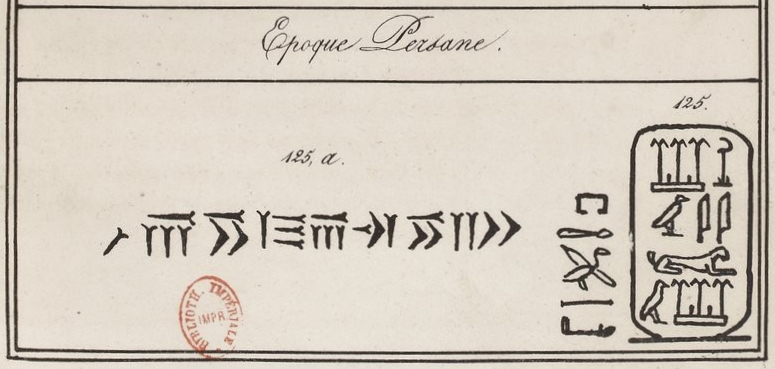
Caylus花瓶上薛西斯一世的象形文字和楔形文字拼写。抄录自Précis du système hiéroglyphique

在接下来的几个月中，商博良将他对象形文字的结论应用到许多埃及铭文上，确定了数十个王室名称和头衔。在此期间，商博良和东方学家安托萬-讓·聖馬丁仔细检查了Caylus花瓶，花瓶上刻有象形文字和波斯楔形文字。聖馬丁认为楔形文字刻的是薛西斯一世的名字。薛西斯一世是公元前5世纪阿契美尼德帝国的国王，埃及属于其领土。商博良证实了象形繭中可辨认的符号与薛西斯的名字相符，进一步证明了埃及在被希腊统治之前就使用了表音象形文字，并支持了聖馬丁对楔形文字的解读。这是楔形文字破译的重要一步。
大约在这段时间，商博良又取得了突破。尽管他统计了大约860个象形文字符号，但这些符号中有少数在所有文本中都占很大比例。他还偶然发现了雷暮沙最近对中文进行的一项研究，研究表明即使是中文书写也广泛使用了表音字符，表意字符也必须组合成许多连字才能形成完整的词汇。很少有象形文字是连字。商博良已经辨认出安提諾烏斯的名字，他是一个非皇室的罗马人，没有象形繭，周围的字符似乎是表意的。因此，表音字符不仅仅限于象形繭。为了验证他的怀疑，商博良比较了象形文字中看上去包含相同内容的文本，并指出拼写上的差异，表明了同音词的存在。他将得到的同音词列表与他通过象形繭得到的语音符号表进行比较后发现二者并无差异。
商博良在1823年4月向文學院宣布了这些发现。从那时起，他在识别新的符号和词语方面步很快。他得出结论，语音符号组成了辅音字母表，元音只是有时才被书写。1824年发表的《Précis du système hiéroglyphique》记载关于他的发现的摘要，文中说：“象形文字是一个复杂的系统，在一段相同的文本中，在一個相同的句子中，我甚至敢说，在一個相同的词语中，一个文字能同时具有象形性、表意性和表音性。”《Précis》识别了数百个象形文字，描述了象形文字与其他文字之间的差异，分析了专有名词和象形繭的用法，并描述了语言的某些语法。商博良正在从破译文字转向翻译基础语言。

### 争议
《Lettre à M. Dacier》提到杨氏曾研究世俗体，并提到杨氏试图破译貝勒尼基的名字，但没有提及杨氏对托勒密名字的分解，也没有提到菲萊方尖碑上克麗奧佩脫拉女性名字的结尾其实也是杨氏的发现。杨氏相信这些发现使商博良的研究成为可能，希望商博良无论获得什么成果都能给他署名。商博良在文学院读信后不久，杨氏给商博良的私人信件中，他引用了一句法国话，说“这是至关重要的第一步”。他还说，“如果[商博良]真的借了一把英国钥匙，那把锁就生锈得太可怕了，任何一条常人的胳膊都没有力气转动它。”
1823年，杨氏出版了一本有关他的埃及著作的书，《对象形文字和埃及文物的一些最新发现的描述》（An Account of Some Recent Discoveries in Hieroglyphical Literature and Egyptian Antiquities） ，副标题为“包括作者的原始象形文字字母表，由商博良先生扩充”（Including the Author's Original Hieroglyphic Alphabet, As Extended by Mr Champollion）。商博良愤怒地回道：“我決不同意承認除我自己以外的任何其他的原始字母表，這與象形文字字母表的正確稱呼有關”。次年的《Précis》承认了杨氏的研究，但商博良说，他是在没有看到杨的《大英百科全书》文章的情况下独立得出结论的。从那以后，学术界对商博良是否说了实话存在分歧。杨氏仍继续努力争取更多的承认，对商博良的工作表示赞赏，同时对他的一些结论表示怀疑。在1829年杨氏去世之前，两人之间的关系时好时坏。
商博良继续从事象形文字的研究，他犯了很多错误，同时也取得了许多成功。商博良被卷入争论之中，学者们拒绝承认他的研究成果的有效性，其中就有拿破仑远征队的埃德姆-弗朗索瓦·若马尔和德国东方学家朱利斯·克拉普羅特。同时也有人拥护杨氏。古斯塔夫·塞法特是反对商博良时间最长的学者，1826年甚至与商博良公开辩论， 后继续推崇自己的象形文字破译方法，直到1885年去世。
随着象形文字的性质变得越来越清晰，这类批评者逐渐消失，但是有关商博良亏欠杨氏多少的争论仍在继续。英法之间的民族主义对抗加剧了这一问题。埃及学者通常不愿批评商博良，商博良被认为是该学科的奠基人，因此他们也不愿赞扬杨氏。

## 阅读文本

### 杨氏和世俗体
杨氏在19世纪20年代中期逐渐减少了对圣书体的研究，但他对世俗体的研究仍在继续，这得益于一个偶然的发现。1822年11月，他的一个熟人乔治·弗朗西斯·格雷借给他一盒在埃及发现的希腊莎草纸。杨氏查看后发现其中有两份是他已经拥有并试图破译的世俗体文本的译文。长期以来，他一直想拿到另一份双语文本作为罗塞塔石碑的补充。有了这些文本，他在接下来的几年中取得了重大进展。在19世纪20年代中期中期，他把注意力转到其他方面，但在1827年，意大利科普特学者阿梅代奥·佩龙的一封信激励了他，信中说，杨氏喜欢从一个学科转向另一个学科的习惯对于他是个阻碍，如果他专注于研究古埃及，可以取得更大地成就。杨氏在生命中的最后两年里，一直研究着世俗体。有一次，他向已经当上卢浮宫馆长的商博良咨询问题。商博良对杨氏很友好，让他查阅有关世俗体文字的笔记，并花了几个小时向他展示卢浮宫收藏的世俗体文本。杨氏著作《Rudiments of an Egyptian Dictionary in the Ancient Enchorial Character》于1831年他死后出版，其中收录罗塞塔石碑碑文的完整翻译和大部分文字。根据埃及学家约翰·雷的说法，杨氏“应该被称为世俗体的破译者”。

### 商博良的最后岁月
1824年，罗塞塔石碑已无助于象形文字的进一步研究。商博良需要更多的文本，而法国却很少有他想要的资料。1824年到1826年，他两次访问意大利，研究那里发现的埃及古物，特别是不久前从埃及运到都灵埃及博物馆的古物。通过阅读几十座雕像和石碑上的碑文，商博良成为了几个世纪以来第一个弄清建造这些雕像的君王的人，即使在某些情况下，他的答案是错误的。他还看了博物馆的莎草纸，能够辨别出它们所写的主题。特别令人感兴趣的是都灵王表，这张莎草纸列出了公元前13世纪前埃及的统治者及其统治时期。在意大利期间，商博良还结识了一位比薩语言学家伊波利托·罗塞利尼，他被商博良对古埃及的热爱所感染，开始与他一起研究。商博良还致力于在卢浮宫收集埃及古物，包括他后来向杨氏展示的文本。1827年，他出版了《Précis》的修订版，收录了他近期的一些发现。
居住在埃及的古文物研究者，尤其是约翰·加德纳·威尔金森，已经在把商博良的发现应用到各自手中的文本中。商博良和罗塞利尼自己也想这样做，他们和其他一些学者和艺术家一起组成了弗朗哥-托斯卡纳赴埃及考察队。在去埃及的路上，商博良停下来看了一个法国古董商手里的莎草纸。这是一份《阿蒙涅姆赫特的指示》的复制品，是阿蒙涅姆赫特一世写给他的儿子和继承者的忠告。尽管商博良读得不够透彻，无法完全理解写的是什么，但它成为古埃及文学第一部被人阅读的著作。1828年和1829年，考察队沿着埃及的尼罗河行进，抄录并收集古物。在研究了无数的文本之后，商博良确信他的结论适用于埃及历史上每个时期的象形文字。
从埃及回来后，商博良花了很多时间来对埃及语言进行完整的描述，但是没有时间完成。从1831年下半年开始，他一次又一次经受中风，身体日渐衰弱，1832年3月去世。

### 商博良之后

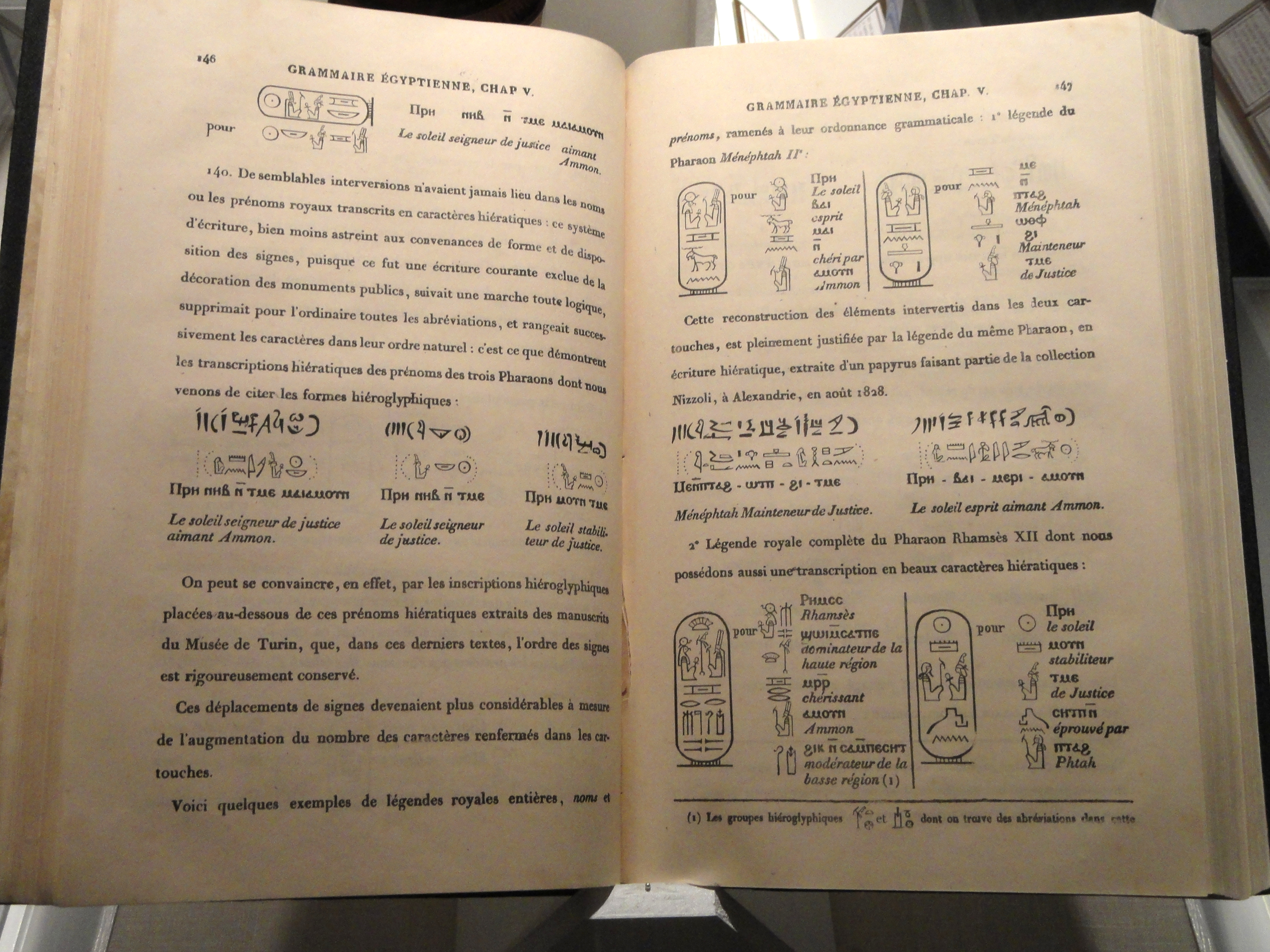
商博良《埃及語法》

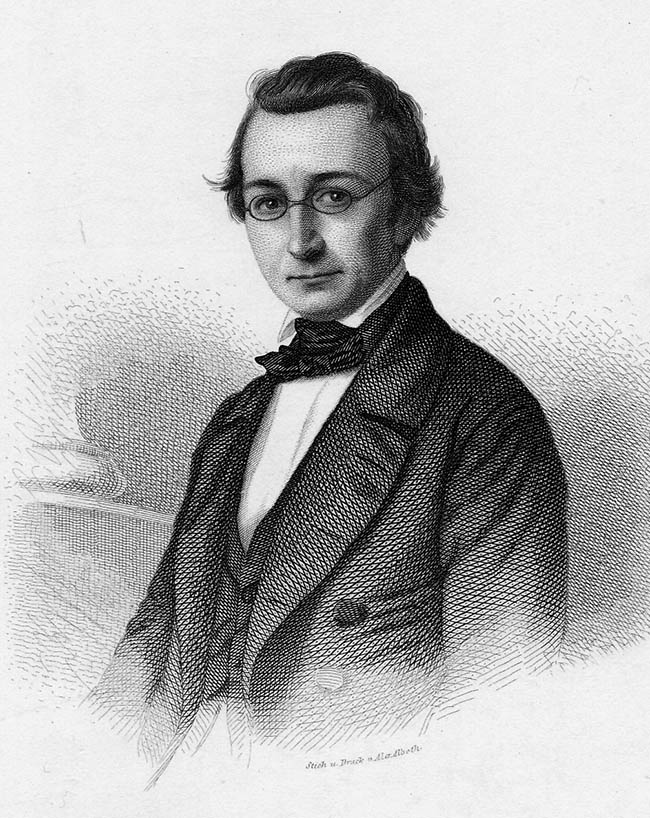
累普濟烏斯，约1850年

商博良的哥哥于1836年至1843年间分期出版了商博良的《埃及語法》和一本随附的词典。这两本书都不完整，尤其是词典，编排方式混乱，还有许多臆测的翻译。这些作品的不足反映了商博良对埃及的理解并不完善。商博良经常因为高估古埃及语和科普特语之间的相似性而犯下错误。此外，商博良还不知道古埃及文字符可以同时表示两三个辅音。与此相反，他认为每个表音符号都只代表一种发音，每种发音都有很多同音字。因此，拉美西斯和图特摩斯名字的中间部分由两个字母组成，代表辅音ms，但是商博良将其读为m。他也没有考虑到音补的概念，即在单词的末尾加上一个字母，用不同方式重新拼写已经表示过的发音。
商博良的大多数合作者都缺乏破译所需的语言能力；许多人很早就去世了。爱德华·欣克斯是一位爱尔兰神职人员，主要兴趣是楔形文字的破译，在1830年代和1840年代做出了重要贡献。 商博良翻译文本时通过猜测填补了他的知识空白，而欣克斯则试图更系统地进行研究。他指出了埃及语中的语法成分，例如助詞和助动词，而这些语言在科普特语中是不存在的，并且他认为埃及语的发音类似于闪米特语的发音。欣克斯还促进了对僧侣体的理解，这一点在埃及学研究中一直被忽视。
纠正了商博良研究中最根本错误的学者是普鲁士语言学家累普濟烏斯，他使用商博良的语法開始研究埃及语言。他与罗塞利尼建立了友谊，兩人在埃及語言話題上保持著聯係。累普濟烏斯的《Lettre à M. le Professeur H. Rosellini sur l'Alphabet hiéroglyphique》（就象形文字給H. 罗塞利尼教授的信）于1837年出版，解释了双字母符号、三字母符号和音补的功能，雖然这些术语在當時尚未被创造出来。信中列出了30个单字母符號，而现代觀點認爲應有24个，商博良構建的系統中则有200多个。累普濟烏斯的信极大地巩固了商博良在处理象形文字时采用方法的正確性，同时纠正了它的不足之处，并最终将埃及学的重点从破譯转移到了翻译。商博良、罗塞利尼和累普濟烏斯通常被认为是埃及学的奠基人；楊氏有时也包括在内。
累普濟烏斯是19世纪中叶湧現的新一代埃及学家之一。 埃馬紐埃爾·德魯熱从1839年开始研究埃及语，是第一位完整翻译古埃及文本的人。他于1856年出版了埃及文学文本的第一部译本。用德鲁热的学生加斯東·馬伯樂的话来说，“德鲁热给我们提供了一种方法，使我们能够运用并完善商博良的方法”。其他学者则专注于鲜为人知的文字。查爾斯·威克利夫·古德溫和弗朗索瓦·沙巴的研究重点是纸莎草上的象形文字，主要负责破譯僧侣体。海因里希·布鲁格施是自杨逝世以来第一个推进世俗体研究的人，于1855年发表了世俗体的语法。
1866年，累普濟烏斯发现了克諾珀斯石碑，有着类似罗塞塔石碑的平行文本，且铭文基本上完好无损。圣书体象形文字现在可以直接与希腊语翻译进行对比，结果证明了商博良方法的有效性。塞缪尔·伯奇是19世纪中叶英国埃及学最重要的人物，他于1867年出版了第一部埃及语大词典，同年，布鲁格施出版了他的圣书体和世俗体词典的第一卷。布鲁格施的字典建立了对埃及语发音的现代理解，正如欣克斯所推测的那样，埃及语借鉴了闪米特语的发音。到目前为止，埃及学家一直在不断完善对这种语言的理解，但相比以前已经有了坚实的基础。同一世纪内古埃及文和楔形文字的破译，为研究人类历史的早期阶段开辟了道路。

## 拓展閲讀
- Adkins, Lesley; Adkins, Roy. . 生活 · 读书 · 新知三联书店. 2007  [2020-12-14]. ISBN 978-7-108-02740-5. （原始内容存档于2016-10-04） （中文）.
- Champollion, Jean-François. . Treuttel et Würtz. 1824 （法语）.
- Champollion, Jean-François. . Gibson Square. 2009. ISBN 978-1-903933-83-1.
- Young, Thomas. Leitch, John , 编. . John Murray. 1855 （英语及法语）.